# Azarmedukt
Azarmedukt (također Azarmigdut; † vjerojatno 631./632.) je bila kći sasanidskog kralja Hozroja II. Na prijestolju je krajem 631. naslijedila svoju sestru Boran.
Nakon smrti njena oca Hozroja II. u Perziji je praktički zavladala anarhija. Svi Hozrojevi nasljednici mogli su se samo relativno kratko vrijeme održati na vlasti te im zbog nedostatka izvora često znamo samo ime. Zbog toga je također nesigurno datiranje vremena Azarmeduktine vladavine, niti je o njoj uopće bilo što sigurnoga poznato. 
Prema Tabariju, Azarmedukt je navodno vladala nekoliko mjeseci 630. godine, što se međutim ne poklapa s dobom vladavine njene sestre Boran koju je ona naslijedila. Gotovo je sigurno da je vladala nekoliko mjeseci, ali u razdoblju 631. – 632. Tabari dalje izvještava da ju je general Farrok htio oženiti jer je bila veoma lijepa, ali ga je ona dala ubiti, na što je generalov sin zauzeo glavni grad Ktezifont. Prema Tabariju riječ je o Rostamu, kasnijem generalu kralja Jezdegerda III., koji je poginuo u borbi protiv Arapa. On je, dakle, zauzeo grad, a Azarmedukt je bila oslijepljena i zatim ubijena. 
Nakon nje su u kratkim vremenskim razmacima vladali Hormizd V. i Hozroje IV., a nakon njega Jezdegerd III., posljednji kralj sasanidske Perzije prije negoli su je osvojili Arapi. 